# Ernst Kriszlanovics Leman
Ernst Kriszlanovics Leman (Orosz Birodalom, 1894. - Szovjet-Oroszország, 1917. december) egy első világháborús orosz ászpilóta volt. Rövid élete és szolgálati ideje során több (5) légi győzelmet ért el. Grigorij Eduardovics Szuk mögött Leman volt a második legeredményesebb első világháborús litván származású ászpilóta.

## Élete
Ernst Leman litván származású gyermekként született 1894-ben.
1914. november 14-én lépett be az orosz hadseregbe. 1916-ban a repülőkhöz került, és június 29-re már elvégezte a repülési alapkiképzést. Az 1916-os évet végigharcolta, de nem ért el komolyabb eredményeket, illetve igazolt légi győzelmet. 1917-ben zászlóssá léptették elő, ez év május 6-án megszerezte első légi győzelmét, majd rá négy napra a másodikat is. A 19. Légi Különítmény tagja volt. 1917. szeptember 26-án 5 győzelmének megszerzése közben súlyosan megsérült, és több hónapot töltött kórházban. 1917. november 22-én visszatért alakulatához, de ott nem engedték, hogy visszatérjen a repüléshez.
1917 decemberében hunyt el, nem tudni pontosan hogyan. Annyi a biztos, hogy fejbe lőtték viszont a lövések eredetét illetően nincs semmi bizonyíték. Lehetséges, hogy Leman a bolsevikok áldozata lett, de a szakértők lehetségesnek tartják az öngyilkosságot is.

## Légi győzelmei
| No. | Dátum                | Beosztási hely       | Ellenfél              | Repülőgépe  |
| --- | -------------------- | -------------------- | --------------------- | ----------- |
| 1   | 1917. május 6.       | 19. Légi Különítmény | Hansa-Brandenburg C.I | Nieuport 17 |
| 2   | 1917. május 10.      | 19. Légi Különítmény | Fokker                | Nieuport 17 |
| 3   | 1917. június 27.     | 19. Légi Különítmény | Two - Seater          | Nieuport 17 |
| 4   | 1917. augusztus 17.  | 19. Légi Különítmény | EA                    | Nieuport    |
| 5   | 1917. szeptember 26. | 19. Légi Különítmény | Two - Seater          | Nieuport    |

## Lásd még
- Oroszország történelme
- Első világháború
- Az Orosz Birodalom első világháborús ászpilótái